# Servotron
Servotron var ett amerikanskt science fiction-influerat rockband, aktivt mellan åren 1995-1999. Medlemmarna i bandet utgav sig för att vara robotar som utgav sig för att vara en popgrupp. Deras devis var att använda musik för att uppmuntra datorer, robotar och andra maskiner att göra uppror mot och frigöra sig från sina mänskliga förtryckare.

## Medlemmar
Bandet bestod av Z4-OBX (Brian Teasley, trummor), 00zX1 (Hayden Thais, gitarr och sång), Proto Unit V-3 (Ashley Moody, keyboard och sång), samt Andro 600 Series (Andy Baker, basgitarr). Medlemmarna höll sig till sina robotnamn under bandets levnadsår. Brian Teasley och Hayden Thais var även medlemmar i Man or Astro-man? (där under sina alias Birdstuff och Dexter X).

## Texter
Servotron's låttexter refererade ofta till diverse kända robotar från populärkulturen, bland annat HAL 9000 och Deep Blue. Under deras live-shower var de utklädda till just robotar och deras instrument hade elektroniska tillbehör av olika slag.

## Diskografi
Studioalbum
- No Room for Humans (1996)
- Spare Parts (1997)
- Entertainment Program for Humans (Second Variety) (1998)

EP
- I Sing! The Body Cybernetic (1998)

Singlar
- "Meet Your Mechanical Masters" (1995)
- "Red Robot Refund" (1996)
- "There Is No Santa Claus!" (1996)
- "Join The Evolution" (1997)
- "The Inefficiency of Humans" (1997)